# John Ireland (biskup)
John Ireland (ur. 11 września 1838 (data chrztu) w Burnchurch w Irlandii, zm. 25 września 1918) – amerykański duchowny rzymskokatolicki, pierwszy arcybiskup metropolita Saint Paul (1888–1918), jeden z czołowych przedstawicieli Kościoła amerykańskiego na przełomie XIX i XX wieku.

## Kariera kościelna
Data jego urodzenia nie jest znana. Wiadomo jedynie, że ochrzczony został 11 września 1838 roku. Jego rodzina wyemigrowała do USA w trakcie wielkiej fali migracyjnej po klęsce głodu i początkowo osiedliła się w stanie Vermont, aby ostatecznie w roku 1852 przenieść się na Terytorium Minnesoty do Saint Paul. Ówczesny ordynariusz Saint Paul wybrał młodego Irelanda, by ten kształcił się na kapłana. Skierował go na studia przygotowawcze do Francji, które ukończył z wyróżnieniem. Z nauki w Europie powrócił z wyjątkowa biegłością w języku francuskim, dał się także poznać jako wybitny mówca. Święcenia kapłańskie otrzymał 22 grudnia 1861 z rąk biskupa Thomasa Grace'a. Przez kilka miesięcy służył jako wikariusz katedralny, był następnie kapelanem wojskowym podczas wojny domowej. Od roku 1867 pracował jako proboszcz katedry w Saint Paul. Reprezentował biskupa Grace'a na Soborze Watykańskim I. 12 lutego 1875 otrzymał nominację biskupią na wikariusza apostolskiego Nebraski, z tytułem biskupa Maronea. Interwencja bpa Grace'a sprawiła, iż pozostał on w Saint Paul jako koadiutor z prawem następstwa, a uroczysta sakra odbyła się w grudniu 1875. Słabe zdrowie ordynariusza doprowadziło do jego dymisji w dniu 31 lipca 1884, co oznaczało przejęcie rządów w diecezji przez bpa Irelanda. Dwa lata później był jednym z sygnatariuszy petycji do Rzymu w sprawie ustanowienia nowej prowincji kościelnej na zachód od Milwaukee. 4 maja 1888 diecezja Saint Paul podniesiona została do rangi metropolii, a bpa Irelanda mianowano pierwszym arcybiskupem metropolitą. Nowa prowincja obejmowała pięć diecezji w Minnesocie i obu Dakotach. Dzięki jego zaangażowaniu wybudowana została w latach 1906-1915 okazała archikatedra, jedna z bardziej imponujących budowli kościelnych w Ameryce Północnej. W jego pogrzebie brało udział 8 arcybiskupów, 30 biskupów, 700 księży i 200 seminarzystów.

## Zaangażowanie społeczne
Od początku służby w episkopacie bp Ireland zajmował się sprawami społecznymi. Był członkiem Katolickiego Towarzystwa Abstynencji, z czasem jej czołowym liderem. Zatroskany był również o losy imigrantów irlandzkich żyjących w nędzy na wschodnim wybrzeżu. Był twórcą programu wiejskiej kolonizacji sponsorowanej przez Kościół. W ramach programu ponad 4000 rodzin zasiedliło 400 tys. akrów gruntów rolnych w Minnesocie. Z tego okresu pochodzi wiele jego esejów na tematy społeczne. Zebrane one zostały w jeden zbiór zatytułowany Church and Modern Society. Abp Ireland przedstawia w nim swoje przemyślenia na temat problemów stojących przed Kościołem w pluralistycznym i demokratycznym społeczeństwie. Nie bał się nowych wyzwań i przyczynił się do rozwoju edukacji katolickiej w Minnesocie. Nowy plan edukacyjny, według którego szkoły parafialne mogły być wynajmowane przez placówki publiczne do użytkowania w czasie zajęć szkolnych spotkało się z protestami i oskarżeniami o naruszenie rozdziału Kościoła i państwa. Sam Ireland musiał osobiście udać się do Rzymu by bronić tego programu przed papieżem. Był też jednym z pomysłodawców i twórców Katolickiego Uniwersytetu Ameryki i kilku uniwersytetów w Saint Paul. Wszystko to sprawiło, że wyrósł on na jednego z liderów Kościoła katolickiego w USA obok kard. Gibbonsa. Jako zwolennik amerykanizmu w Kościele był często krytykowany przez konserwatywnych katolików. Postawa czołowych hierarchów przyczyniła się do napisania przez Leona XIII listu pt. Testem Benevolentiae, adresowanym do prymasa Gibbonsa, w którym potępił on poglądy amerykańskich duchownych.